# Boismorand
Boismorand é uma comuna francesa na região administrativa do Centro, no departamento Loiret. Estende-se por uma área de 24,96 km². Em 2010 a comuna tinha 860 habitantes (densidade: 34,5 hab./km²).